# Пушкарі (Козелецька селищна громада)
Пушкарі́ — село в Україні, у Козелецькій селищній громаді Чернігівського району Чернігівської області. Населення становить 97 осіб. До 2016 орган місцевого самоврядування — Скрипчинська сільська рада.

## Історія
За даними на 1859 рік у козацькому й власницькому селі Остерського повіту Чернігівської губернії мешкало 120 осіб (126 чоловічої статі та 123 — жіночої), налічувалось 41 дворове господарство.
12 червня 2020 року, відповідно до розпорядження Кабінету Міністрів України № 730-р «Про визначення адміністративних центрів та затвердження територій територіальних громад Чернігівської області», увійшло до складу Козелецької селищної громади.
19 липня 2020 року, в результаті адміністративно - територіальної реформи та ліквідації Козелецького району, село увійшло до складу Чернігівського району Чернігівської області.

## Населення

### Мова
Розподіл населення за рідною мовою за даними перепису 2001 року:
| Мова            | Кількість | Відсоток |
| --------------- | --------- | -------- |
| українська      | 135       | 97.83%   |
| російська       | 1         | 0.72%    |
| інші/не вказали | 2         | 1.45%    |
| Усього          | 138       | 100%     |